# IC 2845
IC 2845 је спирална галаксија у сазвјежђу Лав која се налази на листи објеката дубоког неба у Индекс каталогу.
Деклинација објекта је + 12° 31' 49" а ректасцензија 11h 28m 0,4s. Привидна величина (магнитуда) објекта IC 2845 износи 17,0 а фотографска магнитуда 17,8. IC 2845 је још познат и под ознакама NPM1G +12.0275, PGC 1411193.